# Chess 2: The Sequel
Chess 2: The Sequel es una variante del ajedrez creada por David Sirlin y Zachary Burns de Ludeme Games. Sirlin, cuyo trabajo de diseño anterior incluye el rebalance de Super Street Fighter II Turbo HD Remix, abordó lo que él creía que era un problema de finales de partida repetitivos y partidas de apertura estáticas en el ajedrez al introducir composiciones de piezas asimétricas y una condición de victoria adicional. Una versión de videojuego de Chess 2 está disponible en Ouya desde 2014. El juego se lanzó en Steam el 19 de agosto de 2014.

## Diseño
Al diseñar Chess 2, Sirlin se inspiró en la variante Chess960 de Bobby Fischer. Al igual que Fischer, sus objetivos eran crear un juego de apertura más dinámico, disminuir el énfasis en la memorización de aperturas y reducir los empates. En Chess 2, los jugadores pueden elegir entre seis ejércitos únicos, como un ejército con dos reyes y un ejército cuyos caballos, alfiles y torres pueden moverse como cada uno cuando están adyacentes.
Se ha añadido una nueva condición de victoria: un jugador gana si su rey pasa de la cuarta fila. Esto tenía como objetivo evitar los finales de ajedrez tradicionales «resueltos», que se pueden jugar consultando una base de datos de tablas de ajedrez y, por lo tanto, no requieren habilidad del jugador.
Un tercer cambio de reglas con respecto al ajedrez estándar es el sistema de duelo. Cada jugador comienza la partida con tres piedras. Siempre que se realice una captura, el jugador defensor podrá iniciar un «duelo». En un duelo, los jugadores «ofrecen» en secreto hasta dos piedras. Después de revelar las ofertas, las piedras se eliminan del juego; si el defensor gastó más piedras que el atacante, tanto las piezas atacantes como las defensoras son capturadas. Se pueden ganar más piedras capturando peones enemigos. La intención de Sirlin con esta mecánica era permitir a los jugadores evaluar dinámicamente el valor de sus piezas a lo largo de la partida.

## Ejércitos
Existen seis ejércitos entre los que los jugadores podrán elegir al comienzo de una partida. Todos los ejércitos tienen la configuración estándar para el ajedrez como base, excepto que no pueden enrocar (excepto el ejército clásico).

### Clásico
El ejército Clásico es simplemente la disposición estándar del ajedrez. Es el único ejército al que se le permite enrocar.

### Némesis
El ejército Némesis tiene su reina reemplazada por la homónima Némesis, y sus peones reemplazados por peones Némesis.
- La Némesis se mueve como una reina, pero no puede capturar piezas ni ser capturada por otras piezas que no sean el rey o los reyes oponentes. Aún puede dar jaque y jaque mate a un rey.
- Los peones Némesis no pueden moverse dos espacios en su primer movimiento, pero tienen la opción de hacer un movimiento Némesis. Un movimiento Némesis es un movimiento sin captura de una casilla hacia el rey enemigo. Si el oponente está jugando con el ejército Dos Reyes, entonces el movimiento puede hacerse hacia cualquiera de sus reyes.

### Empoderado
Mientras un caballo, alfil o torre del ejército Empoderado se encuentre adyacente ortogonalmente a otro caballo, alfil o torre del mismo color, cada una de esas piezas obtiene el poder de su vecino además de su movimiento normal. Sin embargo, la reina es reemplazada por una reina elegante que solo puede moverse como rey.

### Segador
El ejército Segador reemplaza a su reina por el homónimo Segador, y sus torres por fantasmas.
- El Segador puede moverse a cualquier casilla desocupada del tablero o capturar cualquier pieza enemiga, excepto la primera fila del oponente. Tampoco puede capturar un rey y, por lo tanto, no da jaque ni jaque mate.
- Los fantasmas pueden moverse a cualquier casilla desocupada del tablero y no pueden ser capturados, pero no pueden capturar ninguna pieza.

### Dos reyes
El ejército de dos reyes reemplaza tanto a su rey normal como a su reina por dos reyes guerreros. El juego se pierde si cualquiera de los dos está en jaque mate, y para ganar por invasión de la línea media ambos reyes deben cruzar la línea media.
Los reyes guerreros se mueven como un rey, pero también pueden realizar un ataque torbellino, que captura todas las unidades adyacentes, amigas o enemigas, sin mover al rey. Esto no se puede realizar si el otro rey guerrero fuera capturado por él, o si la posición resultante pondría a uno de los reyes en jaque.
Además, después de cada uno de sus turnos, el ejército de los Dos Reyes puede realizar opcionalmente un turno especial del rey donde las únicas acciones son mover un rey guerrero o realizar un ataque torbellino. Ningún rey puede ser puesto en jaque durante el turno normal o el turno opcional del rey. Si alguno de los reyes está en jaque, debe estar fuera de jaque al final del turno normal.

### Animales
Las piezas de los Animales se reemplazan de la siguiente manera:
- Los caballos se reemplazan con caballos salvajes, que pueden capturar piezas amigas. Los alfiles son reemplazados por tigres, que solo pueden moverse hasta dos casillas a la vez, pero después de capturar saltan inmediatamente de nuevo a la casilla desde la que atacaron.
- Las torres son reemplazadas por elefantes, que solo pueden moverse hasta tres casillas a la vez, pueden capturar piezas amigas y no pueden ser capturadas por piezas que estén a más de dos casillas de distancia (deben estar en una casilla de 5x5 centrada en el elefante). Además, siempre que el elefante capture una pieza deberá moverse las tres casillas completas en esa dirección, capturando todas las piezas, amigas o enemigas, en su camino.
- La reina es reemplazada por la reina de la jungla, que puede moverse como torre o como caballo, de manera similar a la emperatriz, la canciller o la segadora.

## Lanzamiento
En diciembre de 2013 se lanzó una versión de videojuego de Chess 2 en Ouya. El juego debutó en la plataforma de distribución digital de Valve, Steam, en 2014. En junio de 2014, los servidores del juego se cerraron temporalmente después de que una orden judicial ex parte emitida a Microsoft para confiscar los dominios del servicio DNS No-IP con el fin de controlar las botnets que habían abusado de sus servicios. El juego recibió críticas «mixtas o medias» de acuerdo con el sitio web agregador de reseñas Metacritic.